# Vojska radiacionnoj, chimičeskoj i biologičeskoj zaščity
Le Vojska radiacionnoj, chimičeskoj i biologičeskoj zaščity (in russo Войска радиационной, химической и биологической защиты?), o Vojska RChBZ (in russo Войска РХБЗ?), ossia le Truppe di difesa radiazioni, chimiche e biologiche, sono un corpo militare russo inquadrato nelle Forze terrestri russe.

## Storia
In seguito a disposizioni emanate dal Consiglio militare rivoluzionario, il 13 novembre 1918 venne istituito il servizio chimico dell'Armata Rossa. Questa iniziativa si rese necessaria in risposta all'uso di armi chimiche da parte dei paesi coinvolti nella prima guerra mondiale e la crescente importanza delle tecnologie chimiche nel contesto bellico. Inizialmente, le forze designate a questo compito vennero denominate "truppe chimiche" e si componevano di unità specializzate nell'impiego di sostanze tossiche. Inoltre, furono organizzate unità dedicate all'uso di maschere antigas, destinate a proteggere i soldati dagli effetti delle armi chimiche nelle operazioni di combattimento.
Nel 1992 il corpo venne riorganizzo nelle odierne Truppe di difesa radiazioni, chimiche e biologiche.
Dall'ottobre 2017 viene pubblicata la rivista trimestrale scientifica e pratica "Bollettino delle truppe di protezione NBC", con capo redattore l'ex comandante in pensione, colonnello generale Stanislav Petrov.
Il 17 dicembre 2024 il comandante in capo del corpo, tenente generale Igor' Kirillov, è morto in un attentato a causa di una bomba di trecento grammi di tritolo, nascosta in un monopattino parcheggiato all'ingresso della sua residenza a Mosca.

## Mansioni
I compiti principali delle truppe RChBZ includono:
- L'identificazione e valutazione della situazione radioattiva, chimica e biologica e la portata e le conseguenze della distruzione di impianti pericolosi per le radiazioni, chimici e biologici;
- Il garantire la protezione delle formazioni e delle unità dai fattori dannosi delle armi di distruzione di massa e delle radiazioni, dalla contaminazione chimica e biologica;
- L'occultamento delle truppe e degli armamenti;
- L'eliminazione delle conseguenze degli incidenti negli impianti di radioterapia, chimici e biologici pericolosi;
- L'infliggere perdite al nemico usando armi incendiarie.

## Formazione
Attualmente il personale per le truppe viene addestrato dall'Accademia militare NBC "S.K. Timošenko" a Kostroma. Più di 1.000 cadetti vengono addestrati contemporaneamente, circa 800 di loro per le Forze armate russe mentre circa 200 sono futuri specialisti civili russi e specialisti militari provenienti da paesi stranieri. Dal 2017 l'accademia è stata aperta anche alle donne.
Nell'aprile 2025, il primo ministro russo Michail Mišustin ha annunciato che verrà riaperta la Scuola superiore di ingegneria NBC a Saratov come istituto indipendente, con una capienza di 600 studenti. La scuola sarà dedicata al defunto comandante delle truppe NBC Igor' Kirillov.

## Unità del corpo
- 1ª Brigata mobile difesa NBC delle guardie (Šichany-2, unità militare 71432)
- 16ª Brigata difesa NBC delle guardie "Khingan" (Lesozavodsk, unità militare 07059)
- 27ª Brigata difesa NBC (Kursk, unità militare 11262)
- 28ª Brigata difesa NBC (Kamyšin, unità militare 65363)
- 29ª Brigata difesa NBC delle guardie "V.K. Pikalov" (Ekaterinburg, unità militare 34081)
- 2º Reggimento difesa NBC delle guardie (Samara, unità militare 18664)
- 4º Reggimento difesa NBC (Sebastopoli, unità militare 86862)
- 6º Reggimento difesa NBC (Sapërnoe, unità militare 12086)
- 9º Reggimento difesa NBC (Šichany-2, unità militare 29753)
- 10º Reggimento difesa NBC delle guardie (Topčicha, unità militare 55121)
- 11º Reggimento difesa NBC (Kursk, unità militare 11120)
- 17º Reggimento difesa NBC (Majkop, unità militare 32751)
- 19º Reggimento difesa NBC (Gornyj, unità militare 56313)
- 20º Reggimento difesa NBC (Central'nyj, unità militare 12102)
- 25º Reggimento difesa NBC delle guardie (Lesozavodsk, unità militare 58079)
- 26º Reggimento difesa NBC delle guardie (Onochoj-2, unità militare 62563)
- 35º Reggimento difesa NBC delle guardie (Belogorsk, unità militare 59792)
- 39º Reggimento difesa NBC (Oktjabr'skij, unità militare 16390)
- 40º Reggimento difesa NBC (Troickaja, unità militare 16383)
- 70º Battaglione lanciafiamme (Razdol'noe, unità militare 41474)
- 282º Centro addestramento NBC (Bol'šoe Bun'kovo, unità militare 19889)
- Base stoccaggio NBC (Chabarovsk, unità militare 42733)
- Base stoccaggio NBC (Lesnoj Gorodok, unità militare 42737)
- 27º Centro scientifico del Ministero della Difesa della Federazione Russa (Mosca)
- 48º Istituto centrale di ricerca del Ministero della Difesa della Federazione Russa (Sergiev Posad)

## Comandanti
- Colonnello generale Stanislav Petrov (1992 - 2001)
- Colonnello generale Viktor Choltov (2001 - 2003)
- Colonnello generale Vladimir Filippov (2003 - 2008)[9]
- Maggior generale Evgenij Starkov (2008 - 2012)
- Tenente generale Eduard Čerkasov (2012 - maggio 2017)
- Tenente generale Igor' Kirillov (maggio 2017 - dicembre 2024) †
- Maggior generale Aleksej Rtiščev (dicembre 2024 - in carica) ad interim

## Equipaggiamento
| Modello              | Immagine      | Tipo                            | Origine                 | Note          |
| Lanciamissili        | Lanciamissili | Lanciamissili                   | Lanciamissili           | Lanciamissili |
| -------------------- | ------------- | ------------------------------- | ----------------------- | ------------- |
| TOS-1A               | 150px150px    | MLRS                            | Unione Sovietica Russia | [ 10 ]        |
| TOS-2                |               | MLRS                            | Russia                  | [ 10 ]        |
| TOS-3                |               | MLRS                            | Russia                  | [ 11 ]        |
| BMO-T                |               | MLRS                            | Russia                  |               |
| Veicoli ricognizione |               |                                 |                         |               |
| RChM-4               |               | Veicolo da ricognizione chimica | Russia                  |               |
| RChM-6               |               | Veicolo da ricognizione chimica | Russia                  | [ 12 ]        |
| RChM-8               |               | Veicolo da ricognizione chimica | Russia                  | [ 12 ]        |

## Sanzioni
Il 1º maggio 2024 gli Stati Uniti hanno imposto sanzioni alle truppe in quanto "hanno agevolato l’uso dell’arma chimica cloropicrina da parte delle forze armate russe contro le truppe ucraine". Nell'ottobre dello stesso anno il Regno Unito ha imposto sanzioni contro il corpo militare per simili motivi, sanzionando anche il comandante in capo Igor' Kirillov.